# Sân bay Isparta Süleyman Demirel
Sân bay Isparta Süleyman Demirel (IATA: ISE, ICAO: LTFC)  (tiếng Thổ Nhĩ Kỳ: Isparta Süleyman Demirel Havalimanı), là một sân bay Thổ Nhĩ Kỳ. Sân bay này được khánh thành ngày 21 tháng 7 năm 1997, Sân bay này phục vụ chủ yếu thành phố Isparta ở tây nam Thổ Nhĩ Kỳ. Nằm ở quận Keçiborlu, sân bay này cách thành phố 28 km.  Sân bay Isparta Süleyman Demirel được đặt tên theo tổng thống Thổ Nhĩ Kỳ thứ 9, Süleyman Demirel, một người quê Isparta.
Nhà ga có diện tích 5.400 m² và có công suất 600.000 khách mỗi năm.
Năm 2006, có 38.258 lượt khách thông qua với 545 lượt chuyến vận tải hành khách và 475 lượt chuyến vận tải hàng hóa.

## Các hãng hàng không và các tuyến điểm
- Atlasjet (Istanbul-Atatürk)